# میهارا، هیروشیما
میهارا در استان هیروشیما در کشور ژاپن واقع شده‌است که دارای جمعیت ۱۰۳٬۲۰۹ نفر و مساحت ۴۷۱٫۰۳ کیلومتر مربع با تراکم جمعیت ۲۱۹ نفر در کیلومترمربع است و در تاریخ ۱۵ نوامبر ۱۹۳۶ به عنوان شهر شناخته شد.